# عيسى الرازي
عيسى بن أحمد الرازي (توفي عام 980) كان مؤرخًا مسلمًا أندلسيًّا من أصل فارسي، كتب تكملة لكتاب أخبار ملوك الأندلس، أول تاريخ سردي للحكم في الأندلس، والذي كتبه والده، أحمد بن محمد بن موسى الرازي.
لقد فُقدَت الآن النسخة العربية من أخبار ملوك الأندلس مع مساهمة عيسى فيها. كل ما تبقى من جزء عيسى هو اقتباسات من كتب تاريخية عربية أخرى. ويبدو أنه بدأ مع تولي عبد الرحمن الثالث منصب الأمير في عام 912.  أقسامه أغنى بالتفاصيل من أقسام والده وتعكس الاهتمامات الثقافية لبلاط عبد الرحمن وخليفته الحكم الثاني. ربما أهدى العمل إلى الحكم الثاني، الذي توفي في عام 976. وهناك أدلة على استخدام التقويم المسيحي، كما استخدم التقويم الإسباني [الإنجليزية]، وجعلهم تقاويم ثانوية إلى التقويم الإسلامي الهجري. ربما كان عيسى قد اطلع على تاريخ الفرنجة الذي كتبه الأسقف غوتمار والذي كلفه عبد الرحمن بذلك. يقتبس ابن حيان تاريخ عيسى لحكم الحكم الثاني من عام 971 إلى عام 975 في كتابه المقتبس. يقول ابن حيان عن أحمد وعيسى: «لقد وهبا [عيسى الرازي ووالده] الأندلسيين علمًا [تاريخيًا] لم يمارسوه بنجاح من قبل».

## ملحوظات
1. ↑  تُرجم أصل كتاب والده إلى البرتغالية، ومن ثم إلى الإسبانية. هذه الترجمة الإسبانية المختصرة هي كل ما تبقى، لكنها لا تحتوي على أيٍّ من أعمال عيسى.[1]
2. ↑  هذا رأي كولينز، استنادًا إلى الأسلوب. أما باحثون آخرون، مثل غارسيا غوميز وبيكارد، فيعتبرون تاريخ بلاط الحكم فقط من عمل عيسى، وينسبون تاريخ عبد الرحمن (توفي عام 961) إلى والده (توفي عام 955). ويُقر بيكارد بالتغيير الملحوظ في الأسلوب بعد عام 912.[2]

## فهرس
- Collins، Roger (2012). Caliphs and Kings: Spain, 796–1031. London: Wiley Blackwell. ISBN:978-1-118-73001-0.
- Fierro، Maribel (2005). ʿAbd al-Rahman III: The First Cordoban Caliph. Oneworld Publications.
- García Gómez، Emilio (1965). "Notas sobre la topografía cordobesa en los "Anales de al-Hakam II" por ʿIsà Rāzī". Al-Andalus. ج. 30 ع. 2: 319–379.
- García Gómez، Emilio (1967). Anales Palatinos del Califa de Córdoba al-Hakam II, por Isa ibn Ahmad al-Razi (361–364 H. = 971–975 J.C.). Sociedad de Estudios y Publicaciones.
- Picard، Christophe (2018). Sea of the Caliphs: The Mediterranean in the Medieval Islamic World. ترجمة: Nicholas Elliott. Belknap Press.